# Orsolya Nagy
Pour les personnes ayant le même patronyme, voir Nagy.
Orsolya Nagy, née le 17 novembre 1977, est une escrimeuse hongroise pratiquant le sabre.
Le point d’orgue de sa carrière est une médaille de bronze obtenue aux  championnats du monde d'escrime 2009 à Antalya en Turquie.

## Palmarès
- Championnats du monde d'escrime
  -  Médaille de bronze aux Championnats du monde d'escrime 2009 de Antalya
- Coupe du monde d'escrime
  - Victoire dans les tournois de Coupe du monde de Coblence en 2007 et de Gand en 2009.